# Litoria dentata
Litoria dentata és una espècie de granota que viu a l'est d'Austràlia (des del sud-est de Queensland fins a Nova Gal·les del Sud).
Està amenaçada d'extinció per la pèrdua del seu hàbitat natural.